# 水面

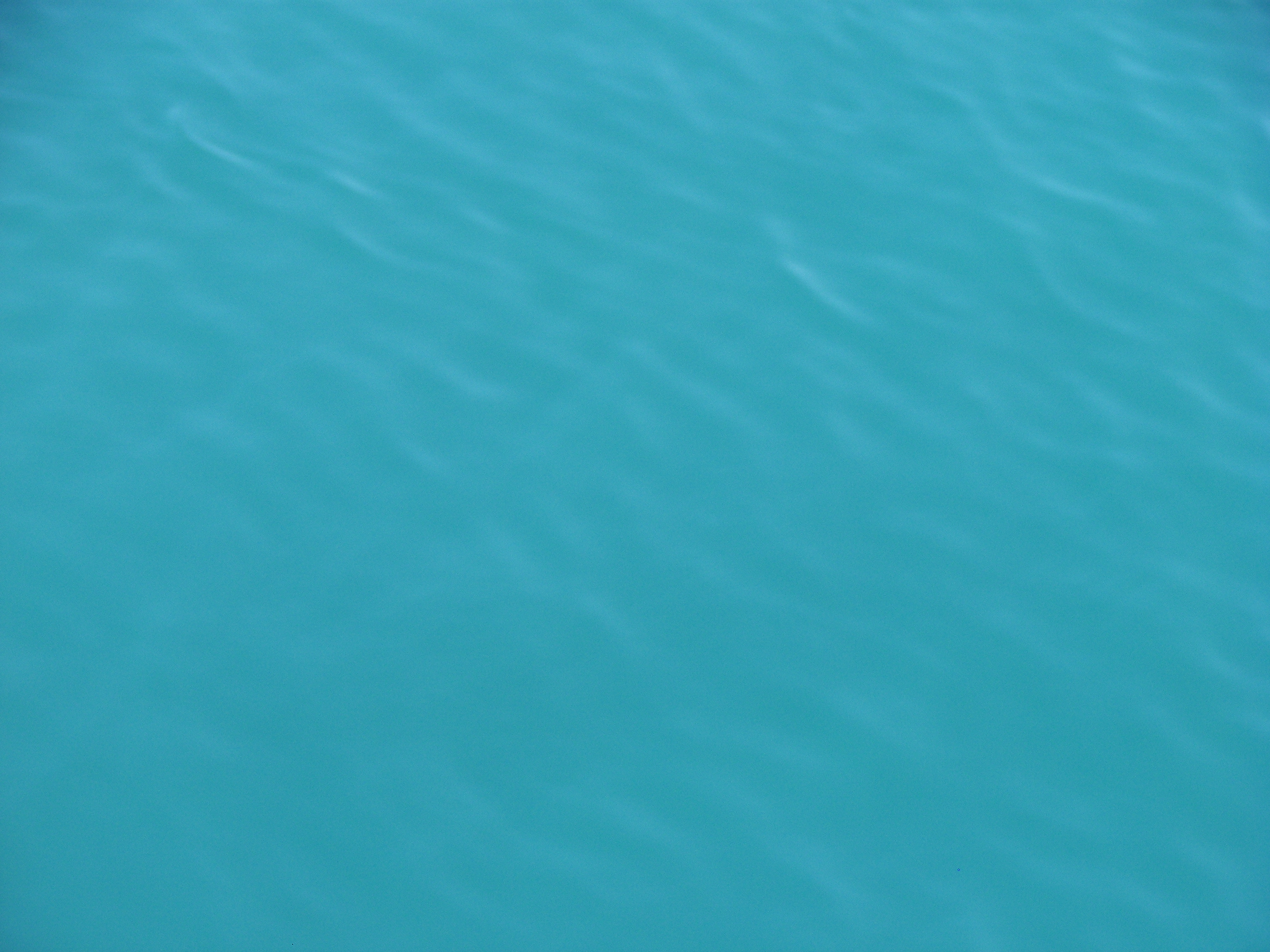
水面

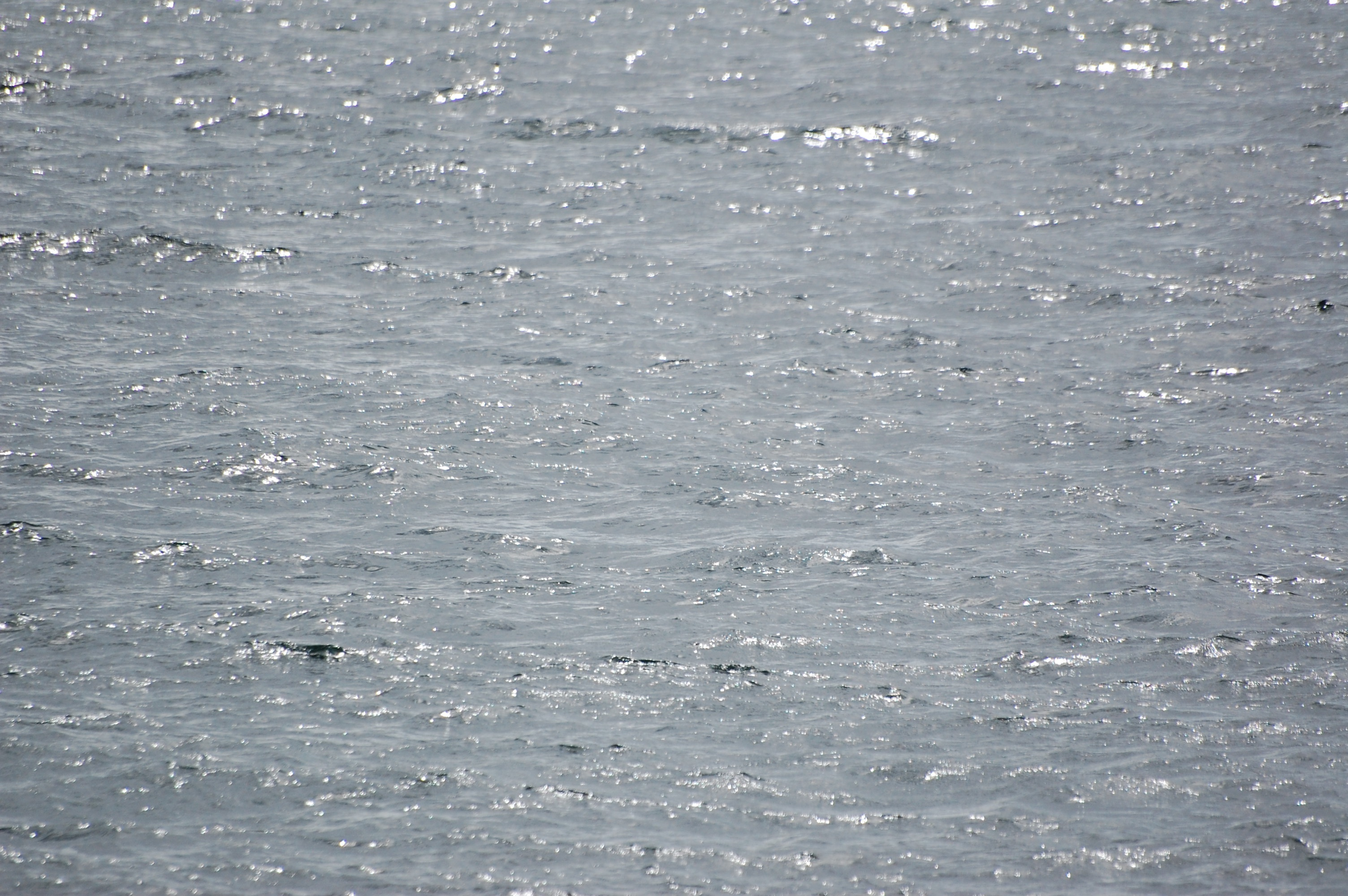
水面

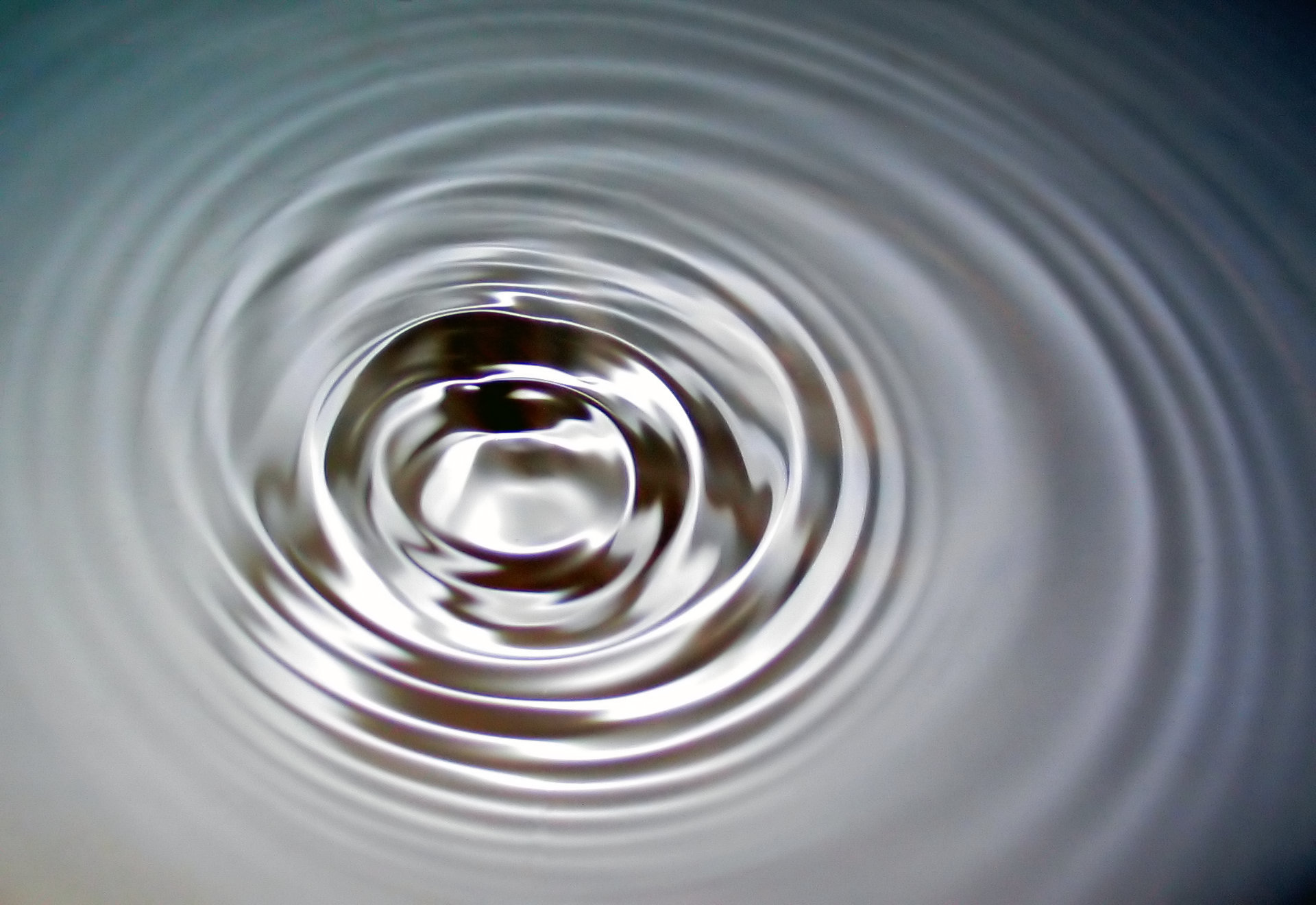
水面

水面（すいめん、 英語: water surface）とは、水の表面のことである。「みなも」「みのも」とも。

## 概説
水面とは、水の表面のことであり、水と大気の界面である。
海の場合は特に「海面」（かいめん）と言うことがあり、川の場合は「川面」（かわも）ということがある。船舶用語では「平水面」と言うと、湖沼など、海とつながっていない水面を指す。漁業関係の用語では、「内水面」と言えば、湖沼や河川など淡水の水の上を指し、「外水面」は、海水面を指す。
風によって水面に波が起きる。波の中でも特に風によって起きる波を風浪という。風速に応じて波の状態は変化する。川の流れによっても波はおきている。
水面では熱交換が行われており、水文学などにおいて研究が行われている。
建築学では都市部に水面があることがもたらす効能について研究されることがある。

## 海洋の水面
地球の表面の約70%は海水面である。その海水面の高さは潮汐運動によって変化しつづけている。
地理（測地学）で用いる海抜は、世界の海洋の水面（海水面）の平均的な高さ（平均海水面）に基づいて算出されている。

## 光と水面

### 光の屈折

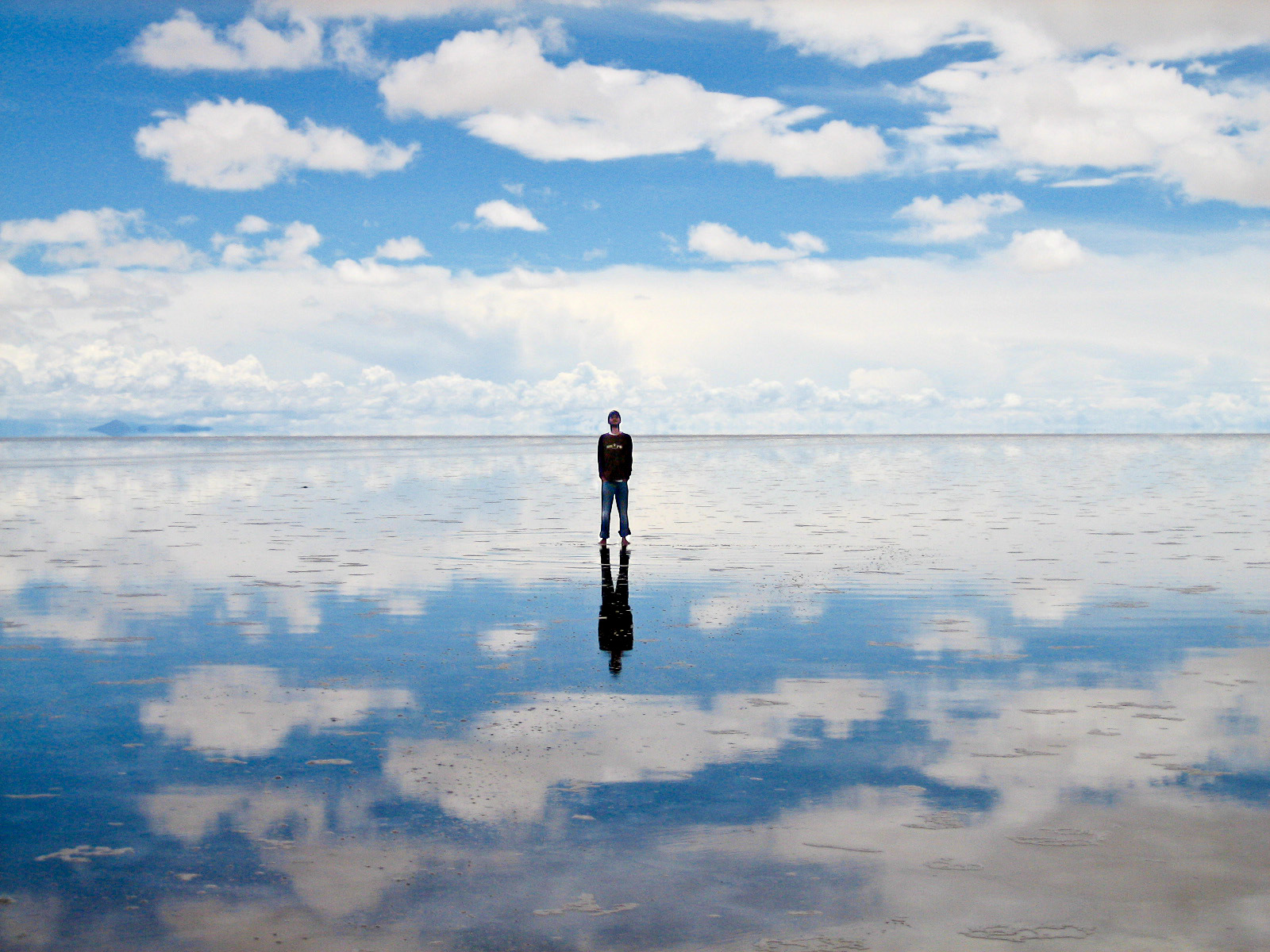
ウユニ塩湖

水面の物理的特性として、光の屈折が挙げられる。光が空気から水へ進入する、もしくはその逆に進行する場合、波長の違いに応じて一定の角度で水面で光の筋が折れ曲がる。また、水中から水面に対して極めて浅い角度で光が進入したとき、全反射と呼ばれる現象が起こる。
したがって波が起きる要素の少ない条件下では、水面は優れた鏡となる。水面に物の像が映って見えることを指して水鏡（みずかがみ、すいきょう）と言う。あるいはまた、そのような映し鏡を見ることをも指して言う。
自然界でも、特に風のない時の湖沼の水面は鏡となって景色を映し出す。たとえば富士山の姿が富士五湖に写った逆さ富士は浮世絵や写真の素材としてよく知られる。

### 蜃気楼

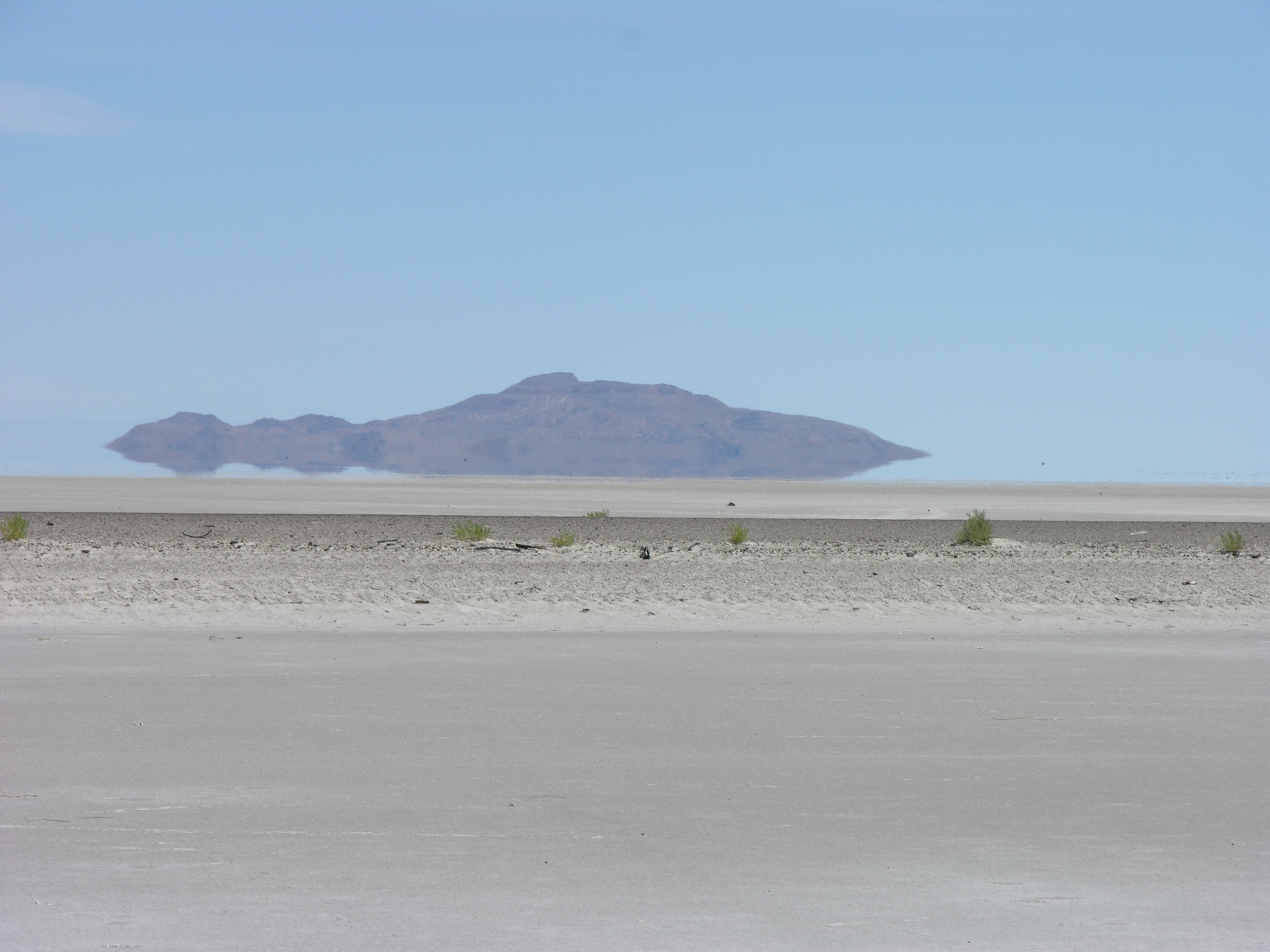
ユタ州・グレートソルト湖の蜃気楼（浮島現象）

水温と気温とに大きな差があるとき、水面付近に蜃気楼が発生する。

## 波
水面に生じる波を水面波という。

## 生物と水面

### 水面の生態
ここでは、水面を主とする環境における生態について概説する。
水面を生活の場とする生物をニューストンという。これには、アメンボのように水面の上に乗るもの、ウキクサのように水面に接して存在するもの、アサガオガイのように水面に裏側から接するものなどがある。アサガオガイは空気の袋を作り、これにぶら下がって水面に生息する。クラゲの一種であるカツオノエボシやギンカクラゲは気体の入った大きな浮き袋を持ち、水面を生活の場とする。
アメンボ程度以下の動物の場合、水面を漂うことはさほど困難ではない。普通のアメンボには、長い足など水面に浮かぶための適応が見られるが、小型のアメンボ類であるカタビロアメンボ類などは特に水上生活に適応したととれる部分が少ない。トビムシ類も水面に出てくるものが多くある。逆にこのような小型動物では水面を突っ切るのが困難である。トンボのうち、水中に産卵するものは、水草の茎にすがりついて水中に進入する。クモ類（蛛網類）では、ハシリグモ類に水上生活に適応している種類が多い。
また、水面は空中と水中の間の障壁としても機能する。例えば、水面上から水中の獲物を狙うためには、水面の光の反射はきわめて邪魔である。また、水面での光の屈折は、獲物の位置の特定を難しくする。斜め方向から水中の獲物を狙うサギのような鳥は、この見える位置と狙うべき位置を補正しなければならない。カワセミなどは水面の真上から垂直に飛び込んで獲物を狙うため、補正は少なくて済むが、これも常というわけではない。また、トビウオやトビイカ (Sthenoteuthis oualaniensis) の滑空は水中の捕食者（主に高速で追ってくる肉食魚）から逃れるための生態である。視界が遮られる水面より上に飛び出して捕食者の眼からいったん逃れ、その後、着水地点を予想されることのないよう直進を避け、トビウオは鰭をトビイカはエンペラと腕を使って滑空コースを変えることで初めて捕食を免れ得る。音波に関してはさらに遮断が厳しい。ウオクイコウモリは反響定位によって獲物を狙うとされるから、おそらくは魚が水面から体の一部を出した瞬間を狙うものと考えられる。

### ガス交換の面として
水中は空気中に比べて酸素の量が多くない。そのため、水中動物も酸素の供給を空気に依存している面がある。魚類では水中で鰓呼吸をするが、水中の酸素が不足すると、水面で口をぱくぱくする鼻あげを行う。魚を容器で保護する場合、水の量より水に対する水面の広さに配慮する。極端な場合、水が無くても湿ったもので包んでおいた方がましである。
陸上から水中生活に入ったものでは、水中生活であっても空気呼吸をするものが多い。水生昆虫のゲンゴロウやタガメ、カのボウフラなどもそうである。したがって、水面に油膜などができると呼吸できずに死滅する。ネッタイシマカのボウフラでは密度効果が水面の面積に対する個体数で決まる。

### 拡散反射
水中から見た場合、昼間の水面は光が拡散反射（乱反射）するなどしてその向こうにある空間を視認性の悪いものにしてしまうことが多い。多くの回遊魚の腹部が銀色であるのは、捕食者に下から狙われた場合、白銀色に光輝く水面に紛れて逃げおおせる可能性が高まるからで、つまりは保護色である。
また、カナダの島嶼部に生息するアメリカグマの生態観察の知見として、アメリカクロクマに比べてシロアメリカグマのほうがサケなどの魚を捕らえる能力に長けているのであるが、これは、黒い体色をしているために水中の魚から視認されやすいアメリカクロクマに比べて、水面の色に紛れてしまう白い体色をしているシロアメリカグマは気付かれにくいということが有利に働いているものと考えられている。なお、シロアメリカグマは、無闇に目立つ体色であるがゆえに生き残る上で不利とされるアルビノではなく、正常に適応進化を遂げた種、すなわち白変種であり、上述したものはこの種が具える優れた特性である。また、ホッキョクグマ、ホッキョクギツネ、ホワイトタイガー、ホワイトライオンなどといった他の様々な白変種の捕食動物は、シロアメリカグマと同じ性質を具えている可能性があるが、シロアメリカグマと違ってはっきりしない。
鏡面化した水面は、多くの捕食動物にとって視覚情報の取得を妨げる障害であるが、他の捕食者にとっての障害はそれを問題としない特殊能力者にとっては利益であるのも自然的摂理である。ミサゴやチョウゲンボウのように、上空より水面に狙いを定めて魚食（実際には水生動物も食べる）をよくする猛禽類は、反射光を遮断して鏡面化を無効とする眼を具えているのであり、そのような者にとっては競合者を寄せ付けない都合のよい環境条件となっている。特にミサゴは、魚食の傾向がどの種よりも強い分だけこの能力に優れている。

### 微生物にとって

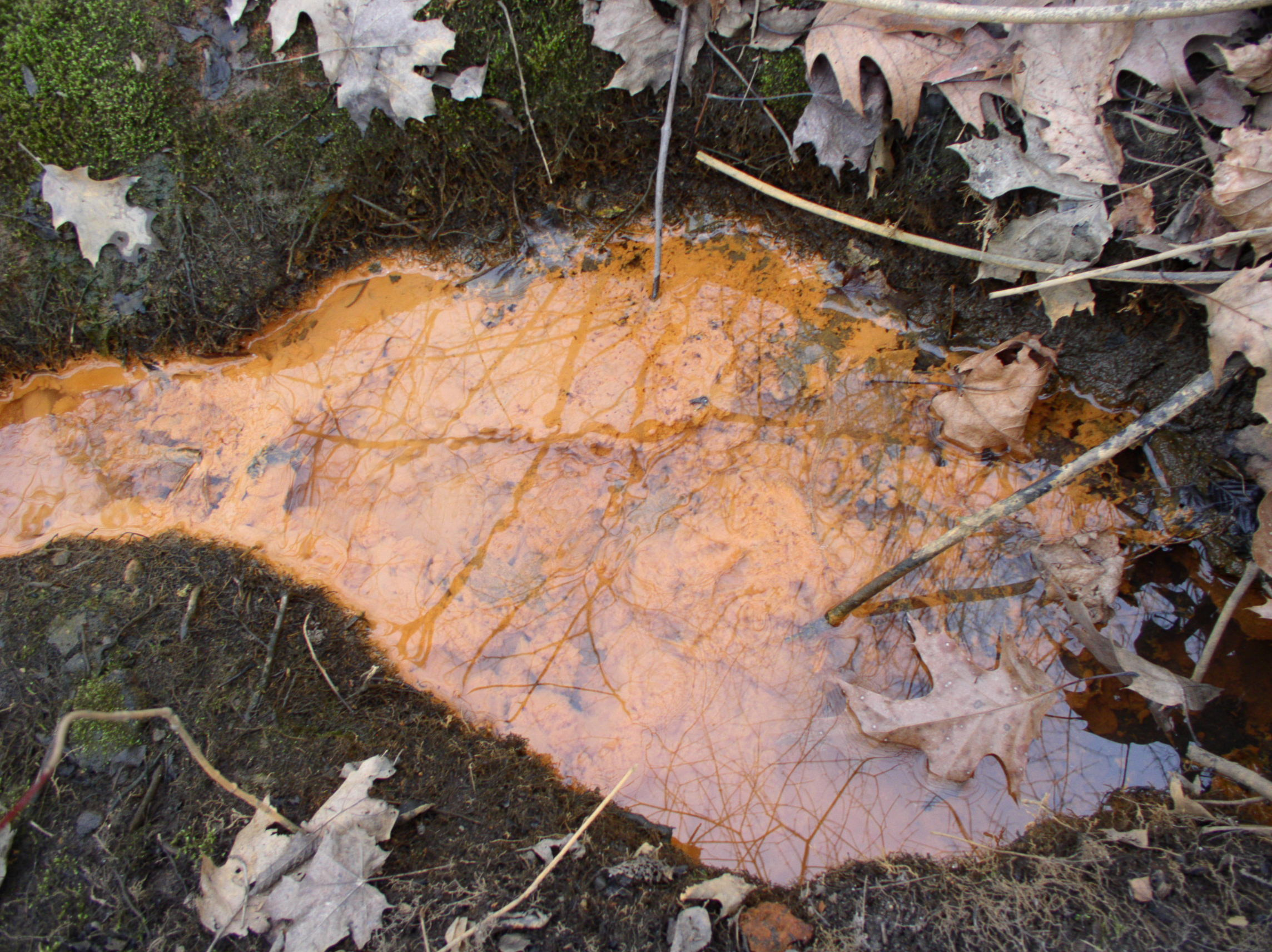
水面に広がる鉄バクテリア。酸化被膜が広がると、油膜のような虹色の反射（薄膜干渉）を行う。

水面を特に利用する微生物もある。水生不完全菌は水中を漂うような枝のある胞子を作るが、この胞子が水面に広がるのがよく見られる。それらはその胞子の表面が水を弾いて水面に漂う。また、半水生菌と呼ばれる菌群は、螺旋状やカゴ状などの胞子を作り、これは内部に空気を抱え、水面を漂うのに適応した形と考えられる。これらは水際で生活するものと考えられている。
動きのない水面では、水面に油脂や有機物の薄膜が広がると、その面はさまざまな微生物にとって基盤として機能する。このような環境では、大気が重要な酸素の供給源であり、それに面する水面は微生物の重要な活動の場でもある。細菌類はその面に広がったり、その下面に集団を作る。それらの捕食者である原生動物やワムシなどもその面をよく徘徊する。ツリガネムシや襟鞭毛虫など一部の固着性の生物も水面裏につく例がある。また、陸生のカビ類が水中の基質に生育した場合、菌糸は水中でも伸びるが、胞子はほとんど作られない。これらは、往々にして水面に菌糸を伸ばし、水面から胞子柄を伸ばして空気中に胞子を作る。

### 動物の水面移動
アメンボは表面張力を利用して水面を移動する。
ハゼ科の魚類であるトビハゼやアンダミア属（en、ヨダレカケの仲間）は尾鰭で水面を叩くことで水面上を飛び跳ねるように移動することができる。

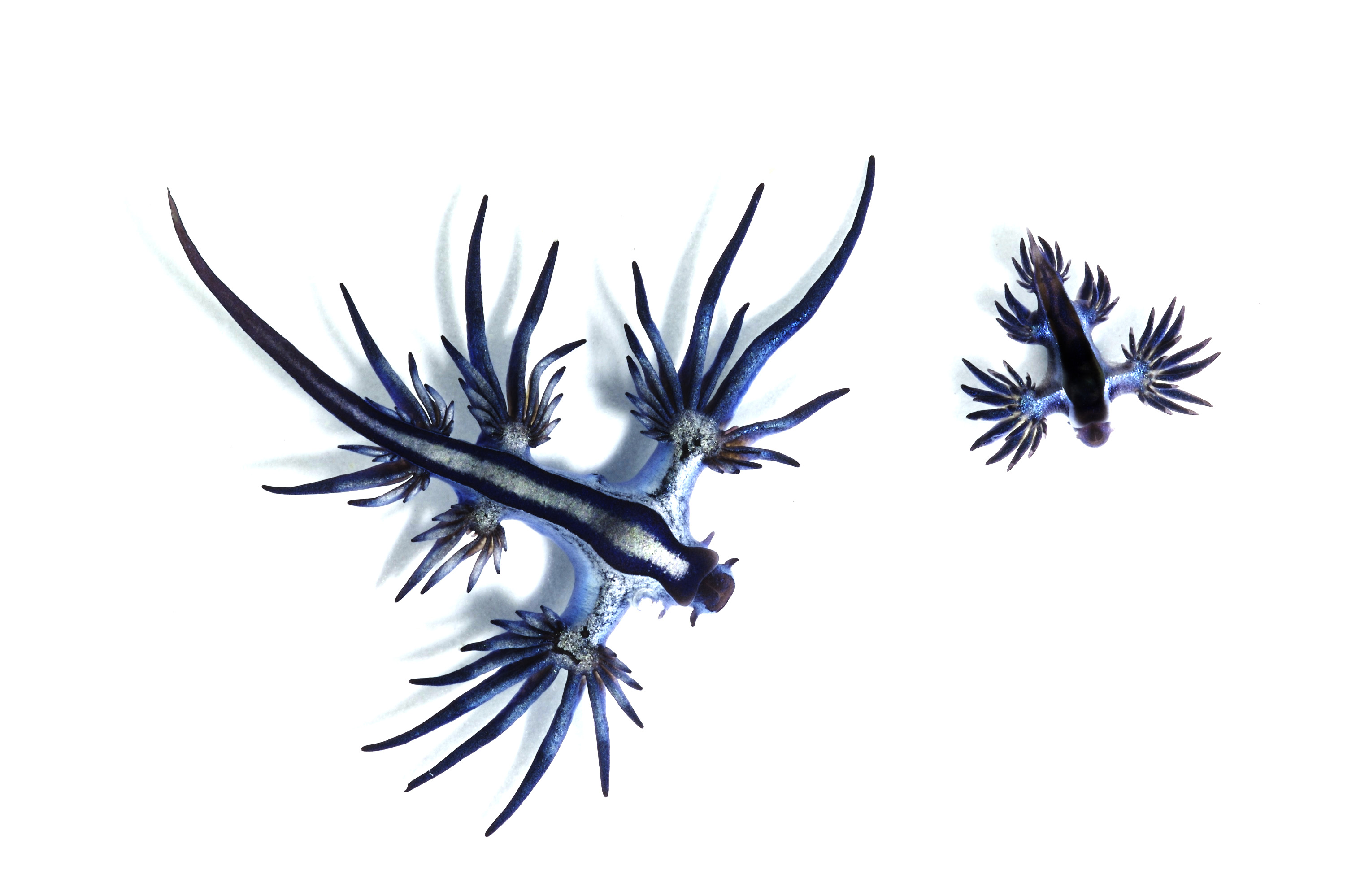
水面の裏面を這うアオミノウミウシ

トカゲの1種であるバシリスクが二本の後肢を使って水面上を駆け抜ける。バシリスクの場合、表面積を広くした水掻き付きの足で水面を激しく蹴りつけて浮力を生み出しつつ、左右の後肢を交互に素早く繰り出すことで「沈むより早く浮く」という方法によって水面を「走る」。
サカマキガイ、モノアラガイ、プラナリアなどは水面の裏側を這うことができる。これらは幅広い腹面の足を水面に広げて、水面にぶら下がるようにして這う。海ではアオミノウミウシなどが同ように水面を這って生活する。

## 水面と心

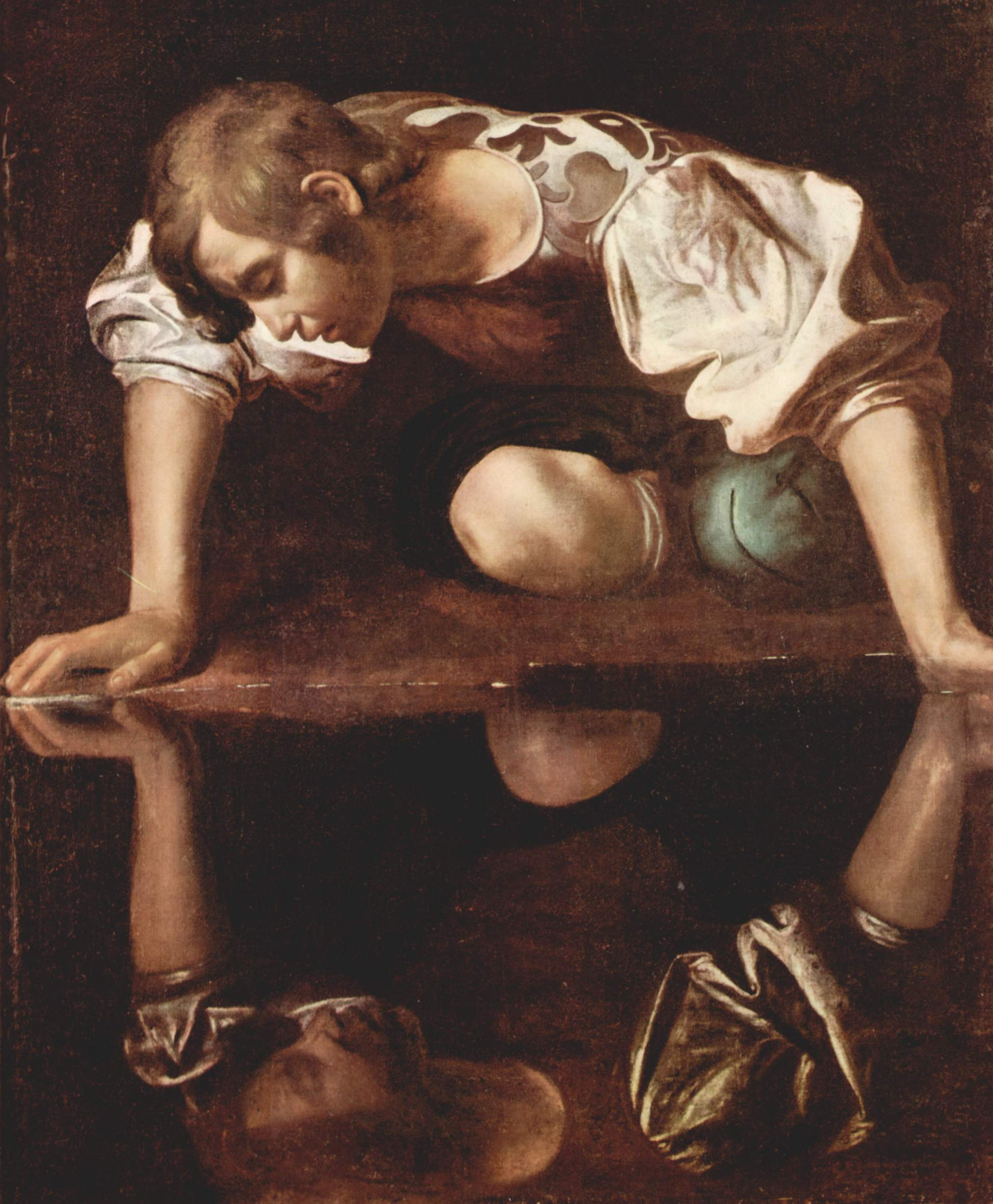
カラヴァッジオ 『ナルキッソス』
水面に映る自身の姿をみつめるナルキッソス

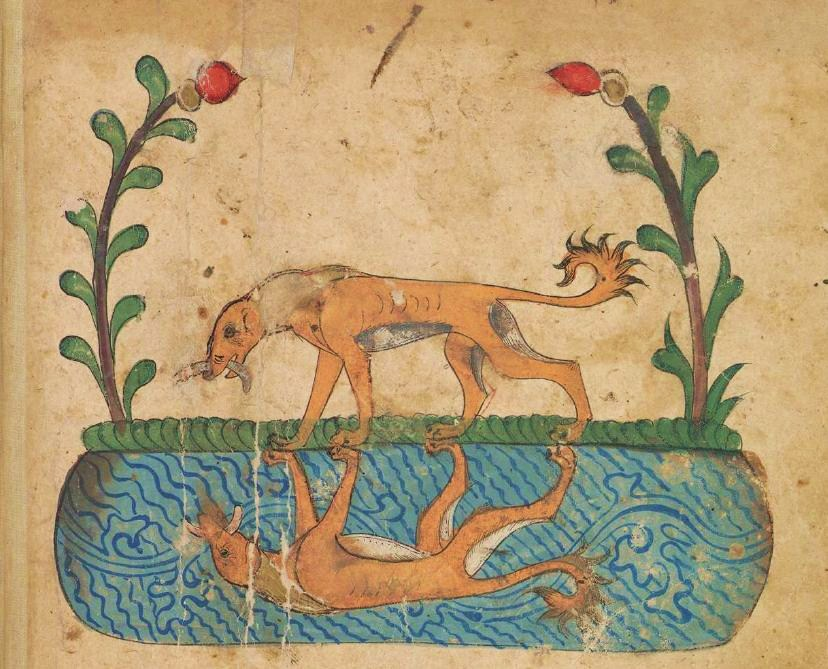
説話集 『パンチャタントラ』の挿絵

水面は、人類史上最も古くから用いられたであろう、自然の映し鏡である。古代中国においても水鏡が使われていた。瓶や水盤に水を張って覗き込む。おだやかな水面は光を鏡のように反射する。鏡が発明された後でも鏡を所有できたのは一部の人に限られていて、ほとんどの人にとって水面は自らの姿を確かめられるほとんど唯一の手段であった。
20世紀に、鏡を覗き込むことで自我が生まれるとする説を主張した精神医学者がいたが、彼は水面を覗き込んだナルキッソスの話にも言及した。ギリシア神話に登場するナルキッソスの物語は、いくつかヴァリエーションがあるが、美しい少年が水面に映る自分の姿に見惚れて、想いが満たされぬままにやつれ死んでいったとし、後には水仙の花が残っていた、あるいは水仙に化した、などとするお話である。
イソップ寓話の『犬と肉』では、肉をくわえながら橋を渡ろうとした犬が橋下の水面を見て、自分だとは気づかず他の犬だと思い、その犬がくわえている肉まで欲しくなり吠えたところ、自分が口にくわえていた肉を落として失ってしまった、というお話である。200年頃に編まれた古代インドの説話集『パンチャタントラ』にも非常によく似た物語がある。

## 乗り物と水面

### 船舶
船舶は排水型と滑走型に分類され、排水型は水面下に船体があり水をかきわけるように進み、滑走型は水面上を滑るように進むものである。
滑走型のものにはモーターボート、ウィンドサーフィン、水上オートバイなどがあり、高速移動時に滑走（プレーニング）状態になる。ヨットも一部にプレーニングをするものがある。また、水中翼船は揚力によって水面を滑走する。

### 遊具
水上スキーや、娯楽用浮体（バナナボートに代表される、プレジャーボート等で牽引して水上を滑走させる遊具）は、船に牽引されて水面を滑走し、疾走感を楽しむものである。サーフィンも滑走する。なお、モーターボートや水上スキーでは、人の体が水面上に投げ出され、水切り（水の石切り）と同じ状態になって滑走してしまう事故が起こる。

### 水上機

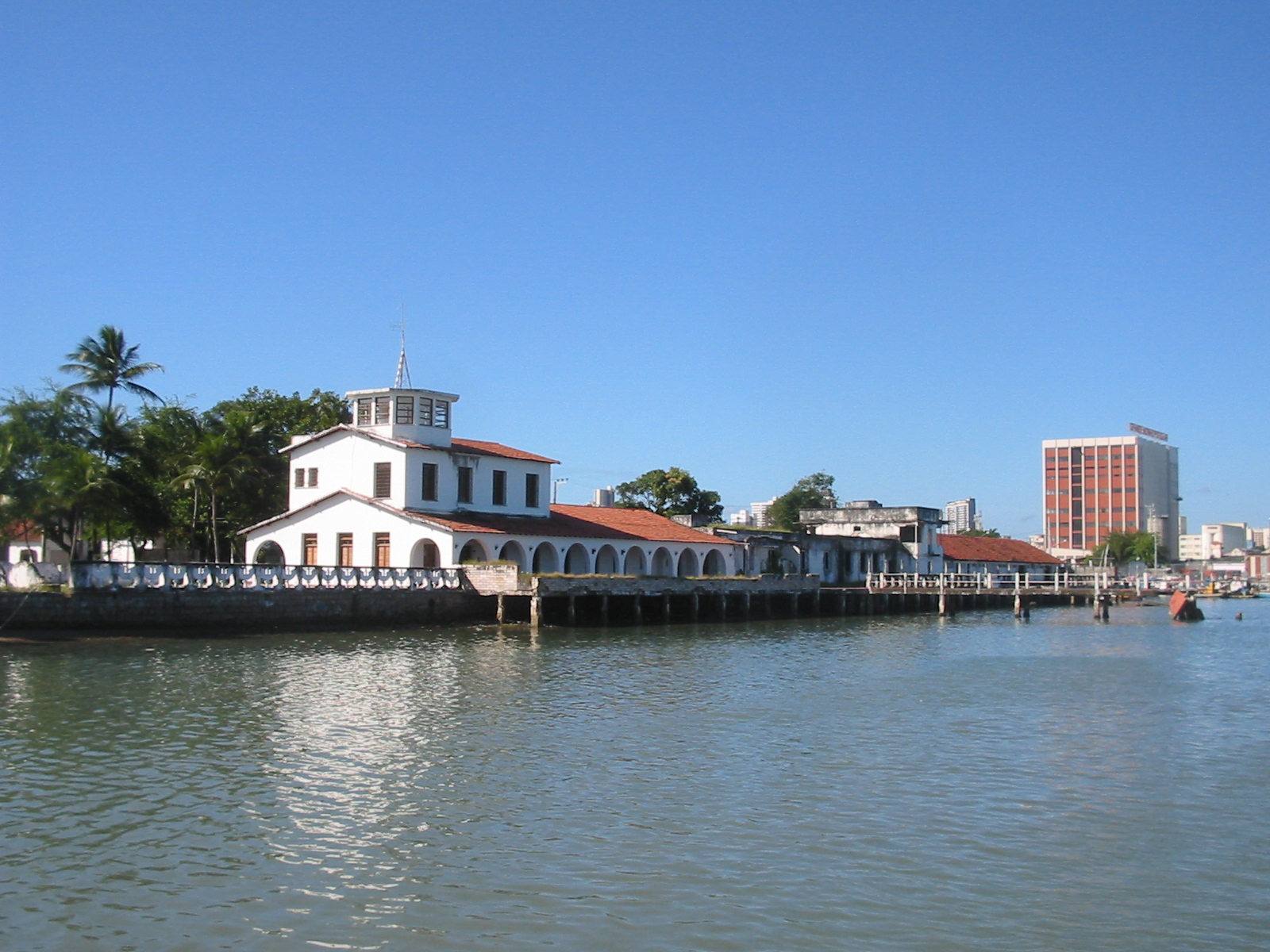
ブラジルの都市ナタールにある水上滑走路「ランパ (rampa)」

様々な事情によって陸上の滑走路を用意できない場合でも、水面を滑走面として用いることができるのが水上機である。

## 水上歩行

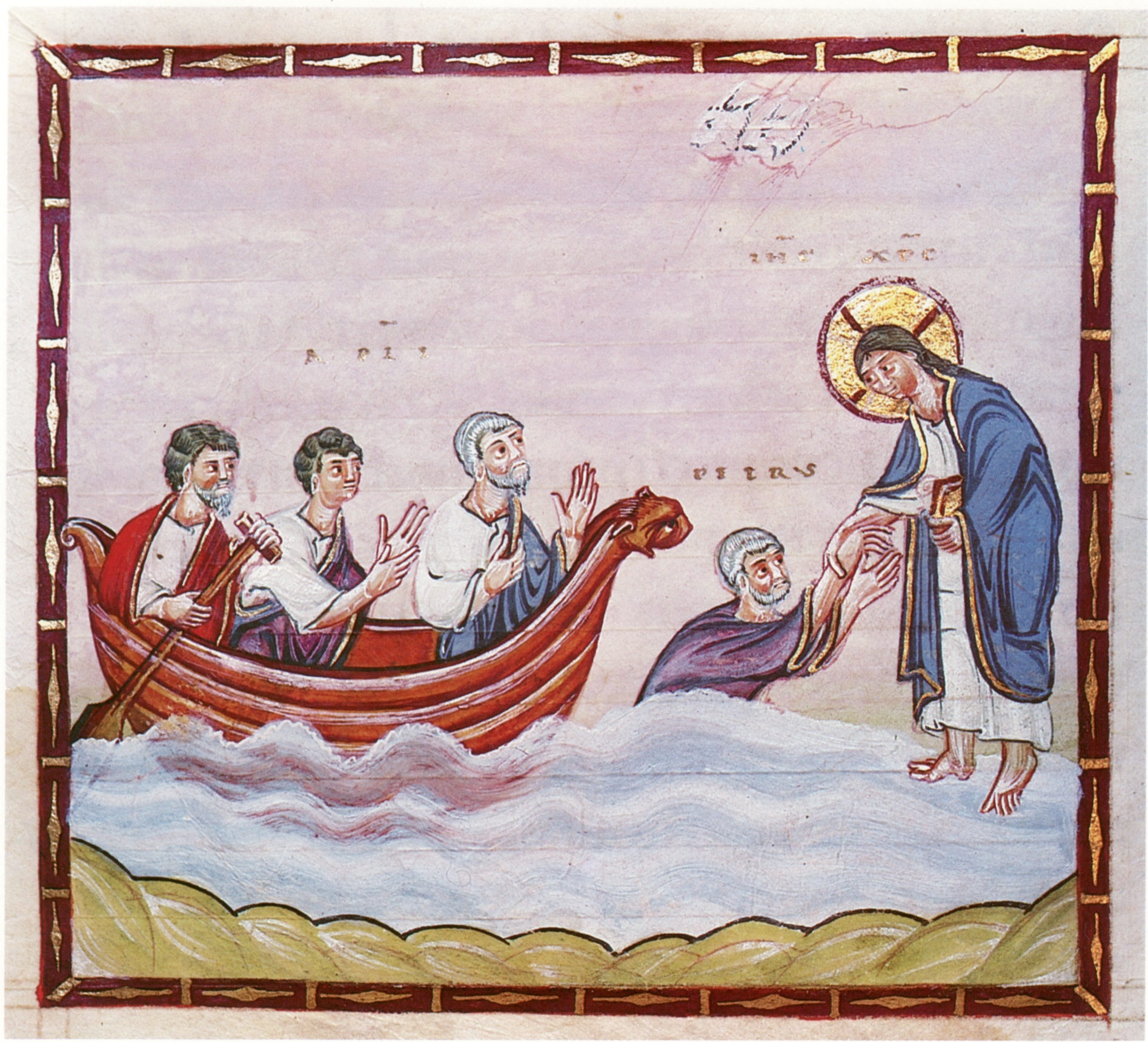
イエスの水上歩行
985年頃、トリーア大司教エグベルトの依頼によって制作された典礼用福音書抄本『エグベルトの福音書 (de)』内の1図。

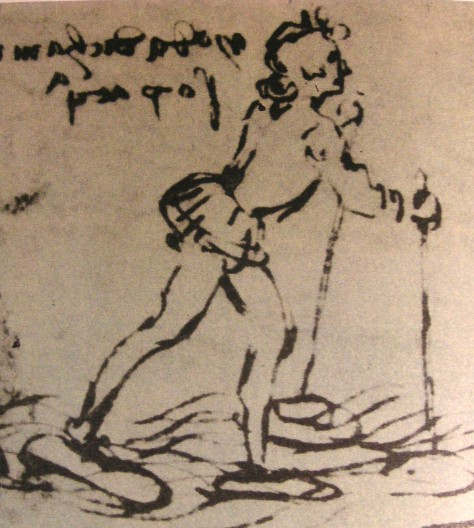
レオナルド・ダ・ヴィンチが考案した水上歩行靴のスケッチ

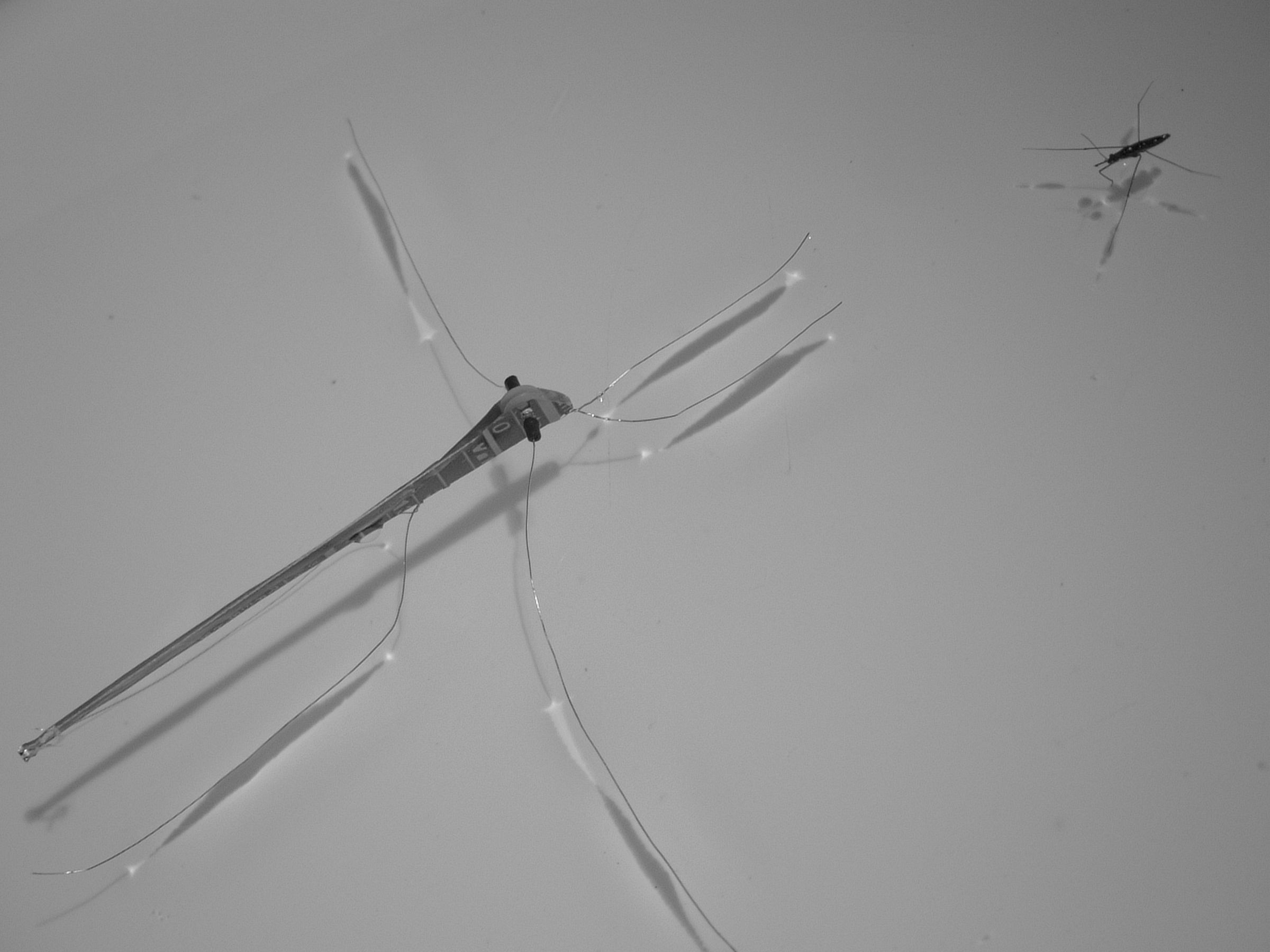
アメンボ（右）とロボストライダー（左）

屈斜路湖などには通称「ゼロポイント」と呼ばれる水深が0に近いポイントがあり、水面に立っているように見える場所がある。
動物の水面移動の項目にあるように、アメンボのように常時水面で歩行している例、水鳥のように飛翔の際に水面に助走する例、バシリスク属のトカゲが高速の駆け足で短時間水面を蹴り走行することが出来る事から、下記のイエスの例から Jesus Christ lizard と呼ばれる例がある。

### イエスの水上歩行
『新約聖書』はイエス・キリストが水上を歩く奇跡を行ったと記している（イエス等の水上歩行）。

### ダ・ヴィンチの水上歩行靴
一大発明家でもあった15世紀イタリアのレオナルド・ダ・ヴィンチは、水上歩行用の装置の開発を模索し、そのアイディアをスケッチに残した。それは、靴に見立てた2つの大きなフロート（浮き具）を両足に履き、長い柄を具えた2つのフロートをスキーストックのように両手で持ち進むというものであった。

### 忍者の水上歩行術
近世の日本では忍者が水蜘蛛なる道具を使って水面を渡ったとされるが、実態としては派手な印象のものなどではなくて、鍛錬を要する地道な技術であった可能性が史料によって確かめられる。なお、水蜘蛛そのものを実行不可能な絵空事と見なす論説もあるが、当時であれ後世であれ流布した拡大解釈によるイメージが科学的に否定されたことを根拠に、検証が重ねられるべき原典まで否定しようとする考え方は乱暴である。とは言え、水蜘蛛の実際がどのような道具であったとしても、「イエスの水上歩行」やそれに類する奇跡的行為は、忍者がヒトである限りは不可能である。

### 水面移動ロボット
アメンボの生態に学んだ水面移動ロボットが開発され、発展を遂げつつある。アメリカ合衆国のマサチューセッツ工科大学が2003年に開発・発表したロボストライダー（en、“アメンボ・ロボ”。■右列に画像あり）を始め、カーネギーメロン大学が開発したものや、日本の中央大学理工学部（代表者：中村太郎）が2006年に開発・発表したバッテリー搭載・自主移動型のものが知られており、将来的に注目される分野となっている。

## 水面と浮遊物
水面には油やヘドロなどが浮くため、河川や湖の水面はこれらがあると汚れて見える。表面張力を持った物質は水面に浮遊することができる。アメンボなどはこの例である。また、古くから言い伝えられる底無し沼は、基本的に、水深が深く粘性の高い水域で、水面が砂や土埃、デトリタス（生物遺体）などによって覆い隠されることで地面のような外観を呈し、なおかつ、抜け出るための手がかりが周辺に無いものである。多くを視覚情報に頼って行動するヒトは言うに及ばず、嗅覚などでも異常が認められるわけではないので、動物がこの自然の罠を事前に察知することは難しい。そのような水面は、都市文明化以前には広く世界に偏在していたに違いなく、また、現代でも「存在しない」とまでは言い切れない。
トロンプ・ルイユの大家として有名な画家マウリッツ・エッシャーは、作品『三つの世界』で、水面に反射して見える上空の景色、水面に落ちた木の葉、水面越しに見える水中の景色を描いて見せた。